# Ammon (Idaho)
Ammon ist eine Stadt im Bonneville County im US-Bundesstaat Idaho. Die Einwohnerzahl betrug bei der Volkszählung 2010 13.816. Ammon liegt unmittelbar östlich von Idaho Falls.

## Geschichte
Ammon wurde 1888 von Mitgliedern der Kirche Jesu Christi der Heiligen der Letzten Tage (LDS) gegründet. Ursprünglich wurde es South Iona genannt, weil es die abhängige Niederlassung am südlichen Ende der Gemeinde Iona war. Das Gebiet wurde 1889 mit Arthur M. Rawson als Bischof zu einer Gemeinde der Kirche gemacht, der die Stadt zu Ehren von Ammon, einer Figur im LDS-Schriftbuch, dem Buch Mormon, umbenannte. Da sie nun unabhängig von der Iona Ward war, schien ein neuer Name angemessen. Am 9. Februar 1893 wurde der Name der Stadt von South Iona Ward in Ammon geändert.
Ammon war ein frühes landwirtschaftliches Zentrum und beherbergte später mehrere Gemischtwarenläden und eine Ziegelei. Die Stadt wurde am 10. Oktober 1905 offiziell gegründet. Beginnend in den 1940er Jahren wurde sie zu einem Vorort für die angrenzende Stadt Idaho Falls. In den 1990er Jahren boomte der Bau sowohl im Geschäfts- als auch im Wohnungssektor, und die Stadt war von 2000 bis 2010 eine der am schnellsten wachsenden in Idaho.

## Demografie
Nach einer Schätzung von 2019 leben in Ammon 17.115 Menschen. Die Bevölkerung teilt sich 2017 auf in 90,6 % nicht-hispanische Weiße, 0,5 % Afroamerikaner, 0,3 % amerikanische Ureinwohner, 0,8 % Asiaten, 0,1 % Ozeanier und 1,2 % mit zwei oder mehr Ethnizitäten. Hispanics oder Latinos aller Ethnien machten 6,4 % der Bevölkerung von Chubbuck aus. Das mittlere Haushaltseinkommen lag bei 61.562 US-Dollar und die Armutsquote bei 5,7 %.
| Jahr | Einwohner¹ |
| ---- | ---------- |
| 1950 | 447        |
| 1960 | 1.882      |
| 1970 | 2.545      |
| 1980 | 4.669      |
| 1990 | 5.002      |
| 2000 | 6.187      |
| 2010 | 13.816     |

¹ 1950–2010: Volkszählungsergebnisse